# إنريكي جونثاليث مارتينث
إنريكي جونثاليث مارتينث (بالإسبانية: Enrique González Martínez) شاعر ودبلوماسي وطبيب وناشر مكسيكي ولد في مدينة جوادالاخارا، بولاية خاليسكو، المكسيك 13 أبريل 1871. ويعتبر إنريكي واحدا من «الآلهة السبعة الرئيسية في الشعر الغنائي المكسيكي» على حد تعبير الناقد بيدرو إنريكث أورنيا. وكان عضوا في مجلس الشباب وعضوا مؤسسا للمدرسة الوطنية. وإنريكي جونثاليث مارتينث هو والد الشاعر إنريكي جونثاليث روخو وجد الشاعرة أنا روسا جونثاليث ماتوتي. وتوفي في مدينة المكسيك، 19 فبراير 1952.

## وصلات خارجية
- إنريكي جونثاليث مارتينث على موقع الموسوعة البريطانية (الإنجليزية)
- إنريكي جونثاليث مارتينث على موقع ميوزك برينز (الإنجليزية)

- Enrique González Martínez in Spanish
- Enrique González Martínez 1871–1952 Published in Encyclopedia of Mexico: History, Society & Culture (1997)